# Ранрю
Ранрю (фр. Ranrupt) — коммуна на северо-востоке Франции в регионе Гранд-Эст (бывший Эльзас — Шампань — Арденны — Лотарингия), департамент Нижний Рейн, округ Мольсем, кантон Мюциг. До марта 2015 года коммуна административно входила в состав упразднённого кантона Саль (округ Мольсем).
Площадь коммуны — 14,68 км², население — 337 человек (2006) с тенденцией к росту: 349 человек (2013), плотность населения — 23,8 чел/км².

## Население
Население коммуны в 2011 году составляло 348 человек, в 2012 году — 348 человек, а в 2013-м — 349 человек.
| 1962 | 1968 | 1975 | 1982 | 1990 | 1999 | 2006 | 2008 | 2011 | 2012 | 2013 |
| ---- | ---- | ---- | ---- | ---- | ---- | ---- | ---- | ---- | ---- | ---- |
| 399  | 360  | 309  | 277  | 297  | 293  | 337  | 349  | 348  | 348  | 349  |

Динамика населения:

## Экономика
В 2010 году из 220 человек трудоспособного возраста (от 15 до 64 лет) 157 были экономически активными, 63 — неактивными (показатель активности 71,4 %, в 1999 году — 65,7 %). Из 157 активных трудоспособных жителей работали 148 человек (82 мужчины и 66 женщин), 9 числились безработными (двое мужчин и 7 женщин). Среди 63 трудоспособных неактивных граждан 18 были учениками либо студентами, 23 — пенсионерами, а ещё 22 — были неактивны в силу других причин.

## Достопримечательности (фотогалерея)

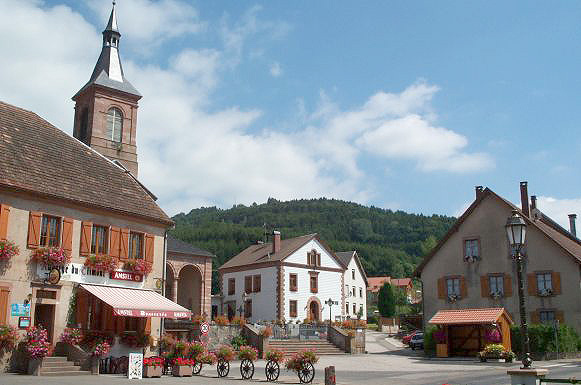
Центральная площадь
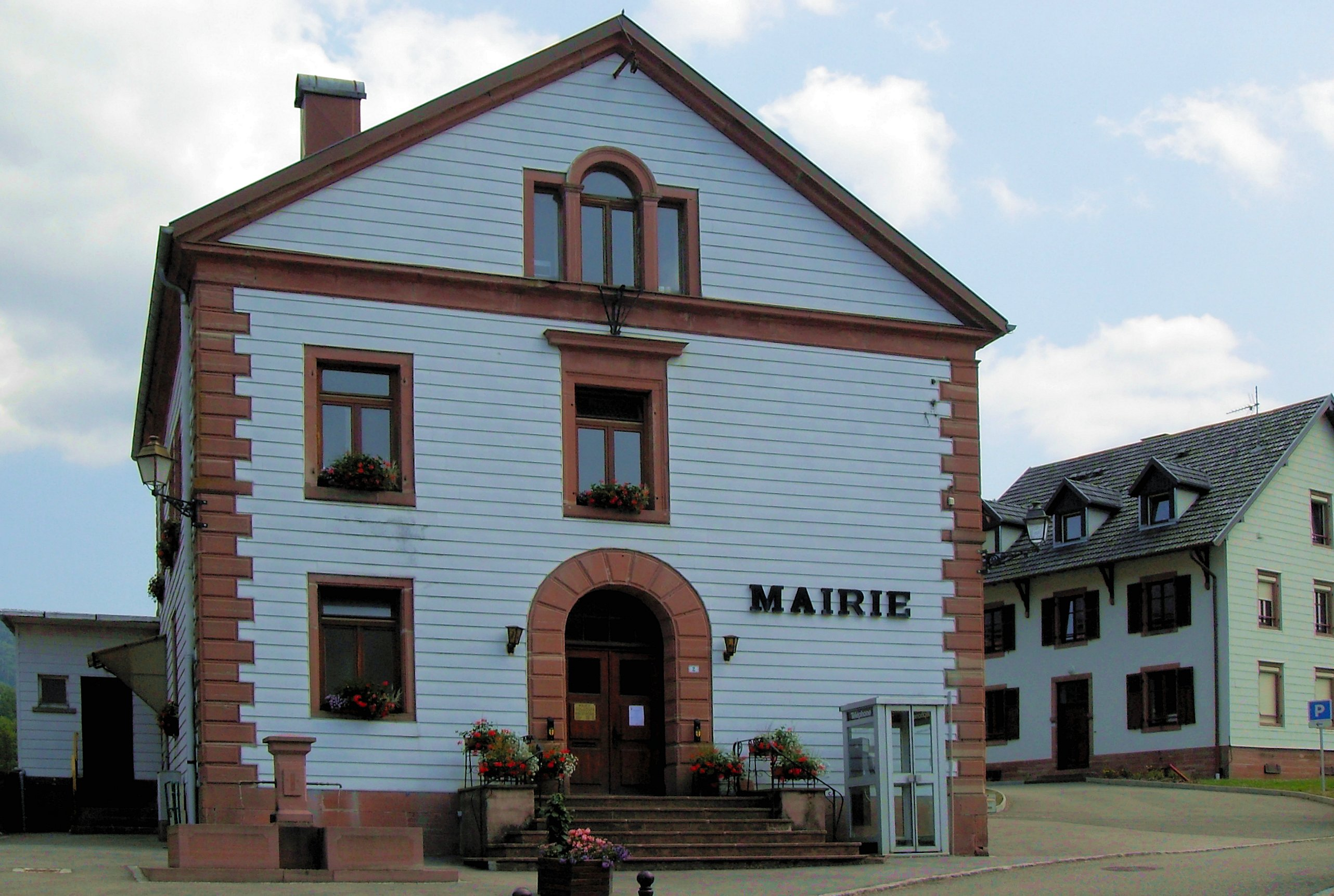
Здание мэрии
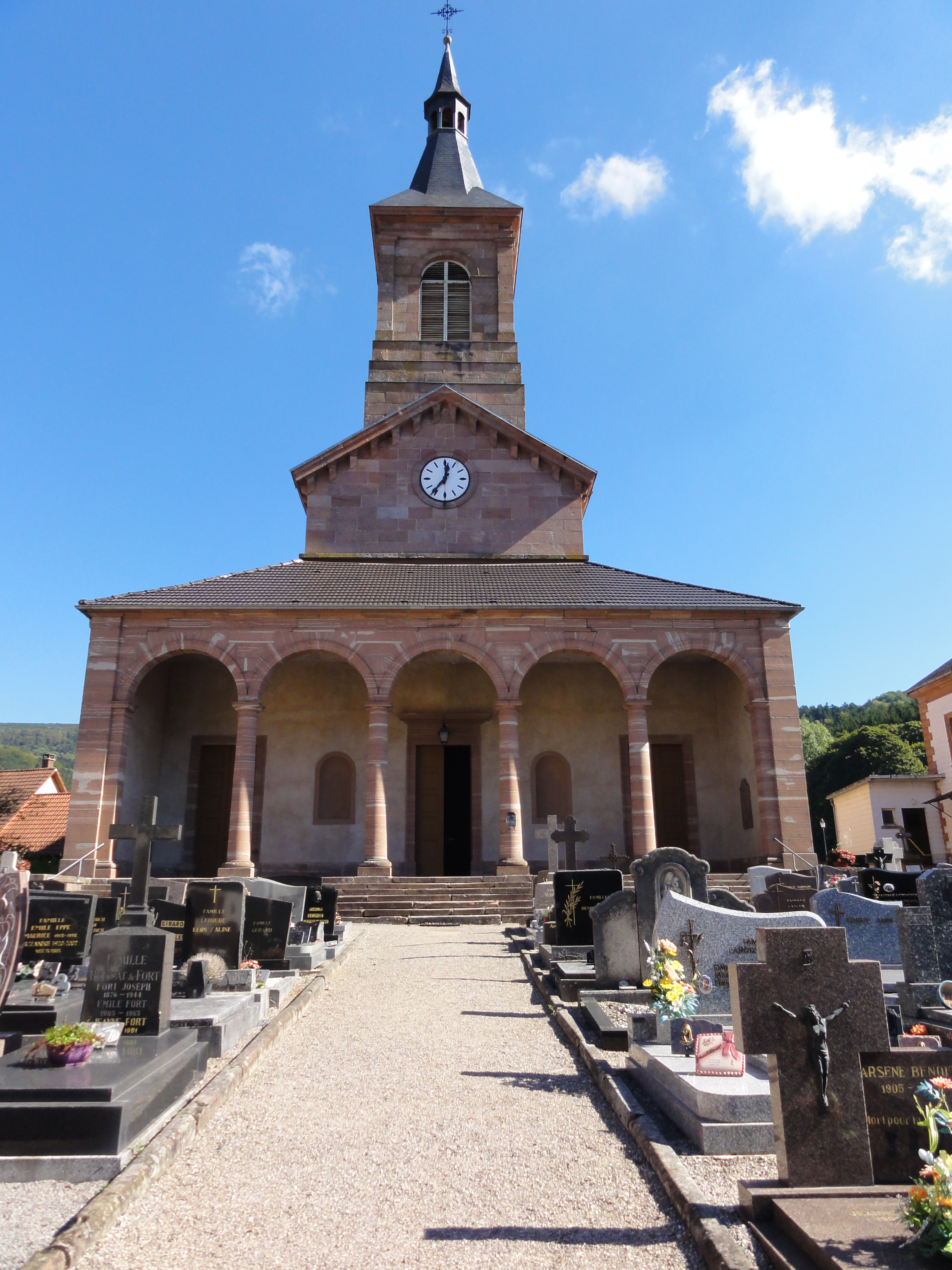
Портал и колокольня
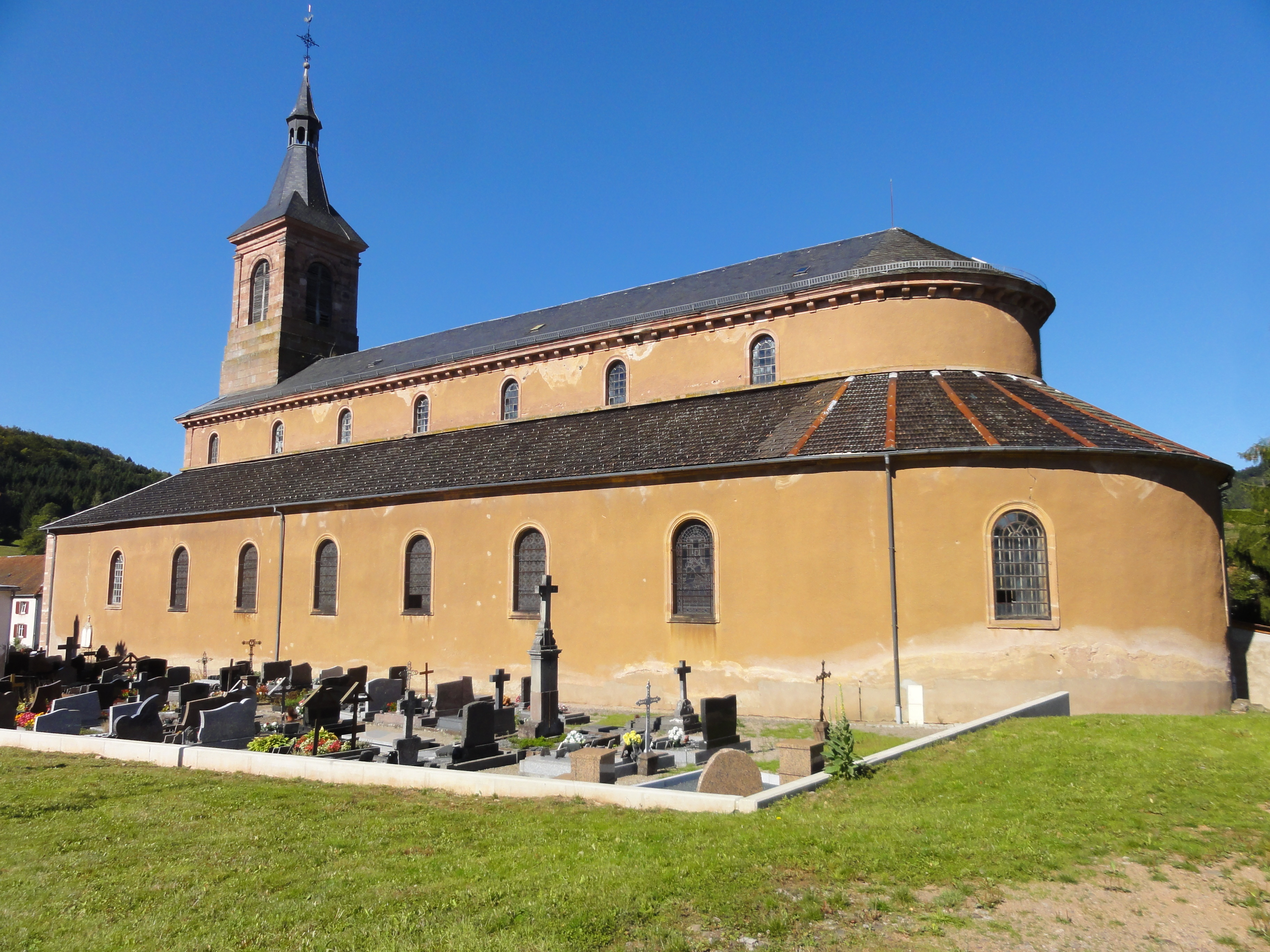
Церковь Сент-Винсент
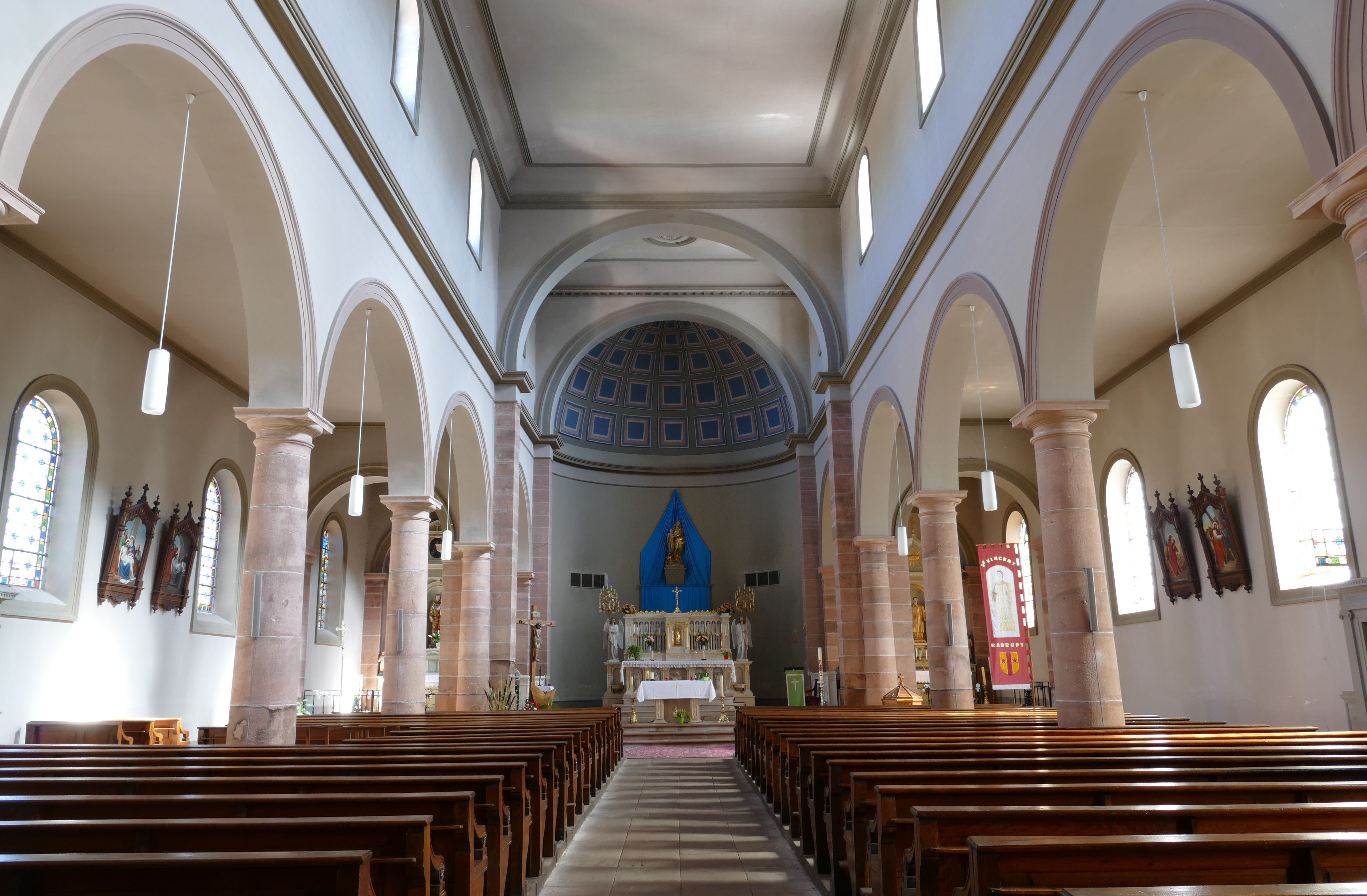
Интерьер, вид на алтарь
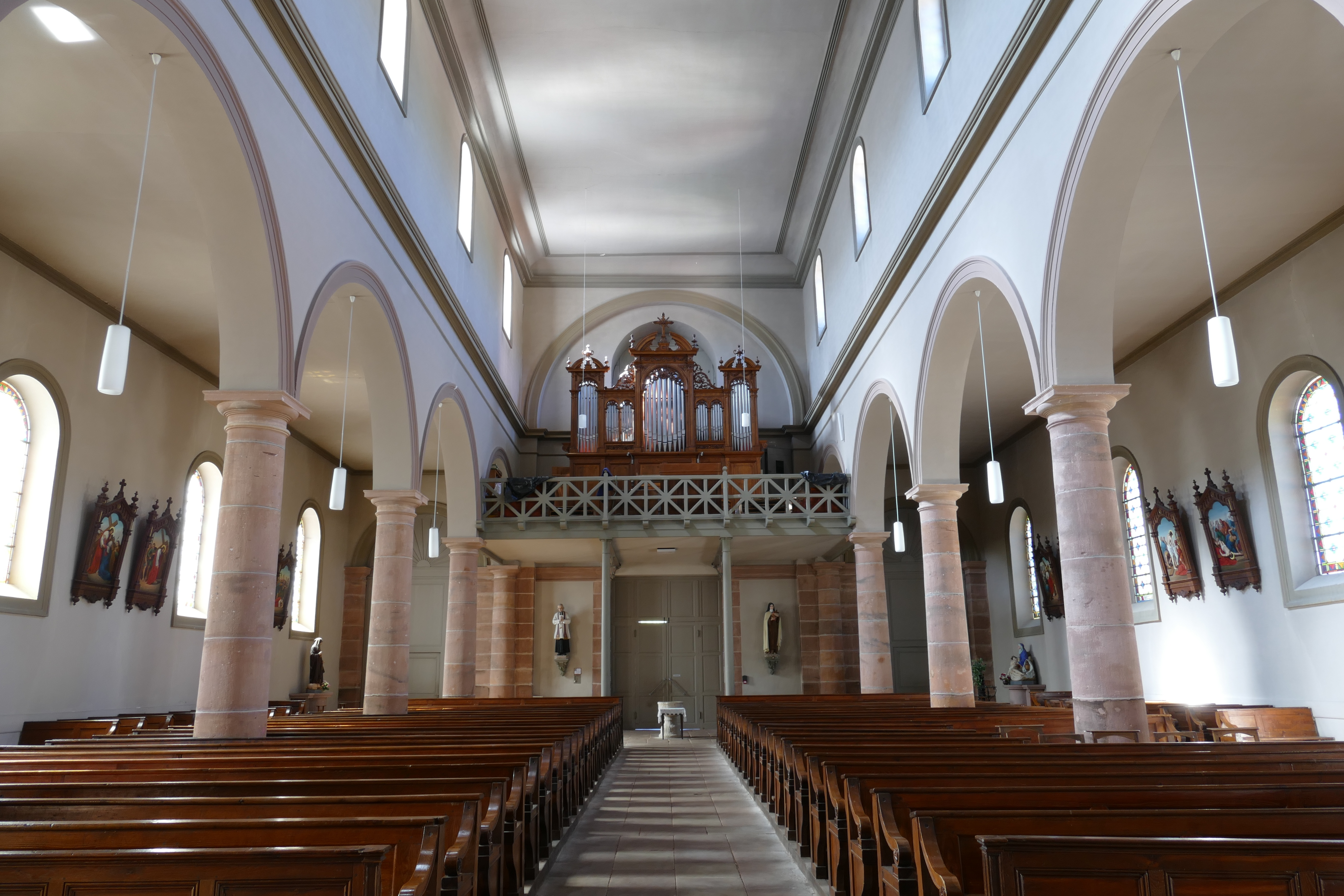
Интерьер, вид на орган
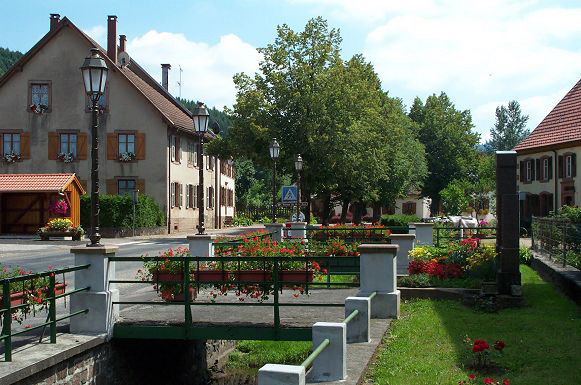
Монумент павшим